# Oxyporus borealis
Oxyporus borealis är en svampart som beskrevs av G.M. Jenssen & Ryvarden 1985. Enligt Catalogue of Life ingår Oxyporus borealis i släktet Oxyporus, klassen Agaricomycetes, divisionen basidiesvampar och riket svampar, men enligt Dyntaxa är tillhörigheten istället släktet Oxyporus, familjen Polyporaceae, ordningen Polyporales, klassen Agaricomycetes, divisionen basidiesvampar och riket svampar. Arten är reproducerande i Sverige. Inga underarter finns listade i Catalogue of Life.